# Hydrokenopyrochlor
Hydrokenopyrochlor ist ein sehr seltenes Mineral aus der Mineralklasse der Oxide und Hydroxide. Es kristallisiert im kubischen Kristallsystem mit der Zusammensetzung (◻,#)2Nb2O6·H2O, ist also ein Niobat, dessen A-Position hauptsächlich durch Leerstellen (Vakanzen) gekennzeichnet ist.
Hydrokenopyrochlor kommt an seiner Typlokalität in Form von subidiomorphen, oktaedrischen Kristallen von maximal 1 mm Größe vor, die eng mit Quarz, Orthoklas, Mineralen der Glimmergruppe, Hübnerit und einem roten Turmalin vergesellschaftet sind.
Die Typlokalität des Hydrokenopyrochlors ist der auf einer Seehöhe von 1300 m am Berg Ibity liegende, komplexe Lithium-Cäsium-Tantal-Pegmatit (LCT-Pegmatit) „Antandrokomby“ (Koordinaten des Antandrokomby-Pegmatits) im südlichen Teil des Pegmatitfelds Sahatany, Manandona-Tal, Region Vakinankaratra, ehemalige Provinz  Antananarivo, Madagaskar, der u. a. als Erstfundort für die Minerale Londonit und Manandonit bekannt geworden ist.

## Etymologie und Geschichte
Während einer vorläufigen rasterelektronenmikroskopischen Untersuchung von Pyrochlor-Proben aus Granitpegmatiten in Madagaskar wurden Kristalle aus dem Pegmatit „Antandrokomby“ in Madagaskar mit sehr hohen Gehalten an Cäsium identifiziert, woraufhin eine detailliertere kristallchemische Untersuchung dieser Proben erfolgte. Aufgrund von stereochemischen Zwängen ist das Auftreten von Cäsium an die Existenz „inverser Pyrochlore“ gebunden – in denen auf der Y-Position anstelle von Anionen wie in „normalen“ Pyrochloren sehr große Kationen wie Cäsium sitzen. Solche Pyrochlore sind in der Natur selten und mit Cesiokenopyrochlor ist auch erst ein derartiger Vertreter der Pyrochlor-Obergruppe bekannt. Die quantitative chemische Analyse der Cs-reichen Kristalle ergab in Kombination mit Kristallstrukturverfeinerungen allerdings, dass die Menge an Cäsium nicht für eine Dominanz auf der Y-Position genügte. Ungeachtet dessen handelt es sich aufgrund der Dominanz von Vakanzen auf der A-Position und dem leichten Vorherrschen von H2O auf der Y-Position um einen bisher unbekannten Vertreter der Pyrochlor-Obergruppe und damit um ein neues Mineral.
Das neue Mineral wurde der International Mineralogical Association (IMA) vorgelegt, die es im Jahre 2017 unter der vorläufigen Bezeichnung „IMA 2017-005“ anerkannte. Die wissenschaftliche Erstbeschreibung dieses Minerals erfolgte im Jahre 2018 durch ein italienisch-schweizerisches Forscherteam mit Cristian Biagioni, Nicolas Meisser, Fabrizio Nestola, Marco Pasero, Martin Robyr, Philippe Roth, Cédric Schnyder und Reto Gieré im internationalen Wissenschaftsmagazin European Journal of Mineralogy. Die Autoren benannten das neue Mineral in Übereinstimmung mit der Nomenklatur der Pyrochlor-Obergruppe aufgrund seiner chemischen Zusammensetzung mit einer durch Fehlstellen (Vakanzen) dominierten A-Position, durch Niob dominierten B-Position sowie durch Wasser dominierten Y-Position als Hydrokenopyrochlor (englisch Hydrokenopyrochlore).
Das Typmaterial für Hydrokenopyrochlor wird unter den Katalognummern MGL 080141 und 080142 (Cotypen) in der Mineralogischen Sammlung des „Musée cantonal de géologie de Lausanne“ in Lausanne in der Schweiz sowie in der Mineralogischen Sammlung des „Museo di Storia Naturale“ an der Universität Pisa in Pisa, Italien, (Katalognummer 19905) aufbewahrt.
Pyrochlor wurde ursprünglich von Nils Otto Tank (1800–1864) bei Stavern in der norwegischen Provinz Vestfold gefunden und 1826 durch Friedrich Wöhler beschrieben. Wöhler benannte das Mineral aufgrund eines Vorschlags von Jöns Jakob Berzelius nach den griechischen Wörtern πῦς [pyr] und χλωρός [chlorós] für „Feuer“ und „grün“ aufgrund seiner Eigenschaft, nach dem Schmelzen mit Phosphorsalz (Natrium-ammonium-hydrogenphosphat) vor dem Lötrohr zu einem grasgrünen Glas zu erstarren. Im Verlaufe der Jahrzehnte wurde der Terminus Pyrochlor oft unspezifisch und häufig ohne den Hintergrund einer chemischen Analyse verwendet. Das Mineral Pyrochlor wurde im Jahre 2010 diskreditiert.

## Klassifikation
Die aktuelle Klassifikation der International Mineralogical Association (IMA) zählt den Hydrokenopyrochlor zur Pyrochlor-Obergruppe mit der allgemeinen Formel A2–mB2X6–wY1–n, in der A, B, X und Y unterschiedliche Positionen in der Struktur der Minerale der Pyrochlor-Obergruppe mit A = Na, Ca, Sr, Pb2+, Sn2+, Sb3+, Y, U, □, oder H2O; B = Ta5+, Nb5+, Ti4+, Sb5+, W6+, Al3+ oder Mg2+; X = O, OH oder F und Y = OH−, F, O, □, H2O oder sehr große (>> 1,0 Å) einwertige Kationen wie K, Cs oder Rb repräsentieren. Zur Pyrochlor-Obergruppe gehören neben Hydrokenopyrochlor noch Fluorcalciomikrolith, Fluornatromikrolith, Hydrokenomikrolith, Hydroxycalciomikrolith, Hydroxykenomikrolith, Kenoplumbomikrolith, Oxynatromikrolith, Oxystannomikrolith, Oxystibiomikrolith, Cesiokenopyrochlor, Fluorcalciopyrochlor, Fluornatropyrochlor, Hydropyrochlor, Hydroxycalciopyrochlor, Hydroxykenopyrochlor, Hydroxymanganopyrochlor, Hydroxynatropyrochlor, Oxycalciopyrochlor, Fluorcalcioroméit, Hydroxycalcioroméit, Hydroxyferroroméit, Oxycalcioroméit, Oxyplumboroméit, Hydrokenoelsmoreit, Hydroxykenoelsmoreit, Fluornatrocoulsellit und Hydrokenoralstonit.
Hydrokenopyrochlor bildet zusammen mit Cesiokenopyrochlor, Fluorcalciopyrochlor, Fluornatropyrochlor, Hydropyrochlor, Hydroxycalciopyrochlor, Hydroxykenopyrochlor, Hydroxymanganopyrochlor Hydroxynatropyrochlor und Oxycalciopyrochlor innerhalb der Pyrochlor-Obergruppe die Pyrochlorgruppe.
Die mittlerweile veraltete, aber teilweise noch gebräuchliche 8. Auflage der Mineralsystematik nach Strunz führt den Hydrokenopyrochlor noch nicht auf. Er würde zur Mineralklasse der „Oxide und Hydroxide“ und dort zur allgemeinen Abteilung der „Oxide mit Verhältnis Metall : Sauerstoff = 2 : 3 (M2O3 und verwandte Verbindungen)“ gehören, wo er zusammen mit Bariopyrochlor (diskreditiert 2010, möglicherweise „Zero-valent-dominanter Pyrochlor“), Bismutopyrochlor (diskreditiert 2010, möglicherweise „Oxynatropyrochlor“), Calciobetafit (diskreditiert 2010), Ceriopyrochlor-(Ce) (diskreditiert 2010, möglicherweise „Fluorkenopyrochlor“), Kalipyrochlor (2010 zu Hydropyrochlor redefiniert), Plumbopyrochlor (diskreditiert 2010, möglicherweise „Oxyplumbopyrochlor“ oder „Kenoplumbopyrochlor“), Pyrochlor (diskreditiert 2010, seitdem Gruppen- und Obergruppen-Name; hierzu gehören die möglicherweise neuen Spezies „Oxynatropyrochlor“, „Hydroxycalciopyrochlor“, „Fluorcalciopyrochlor“ und „Fluorkenopyrochlor“), Uranpyrochlor (diskreditiert 2010, möglicherweise „Oxynatropyrochlor“), Strontiopyrochlor (diskreditiert 2010, möglicherweise „Fluorstrontiopyrochlor“ oder „Fluorkenopyrochlor“) und Yttropyrochlor-(Y) (diskreditiert 2010, möglicherweise „Oxyyttropyrochlor-(Y)“) die „Pyrochlor-Gruppe, Pyrochlor-Untergruppe“ mit der System-Nr. IV/C.17 gebildet hätte.
Die seit 2001 gültige und von der International Mineralogical Association (IMA) verwendete 9. Auflage der Strunz’schen Mineralsystematik kennt den Hydrokenopyrochlor ebenfalls noch nicht. Er würde in die Abteilung der „Oxide mit dem Stoffmengenverhältnis Metall : Sauerstoff = 1 : 2 und vergleichbare“ eingeordnet werden. Diese ist weiter unterteilt nach der relativen Größe der beteiligten Kationen und der Kristallstruktur, so dass das Mineral entsprechend seiner Zusammensetzung und seinem Aufbau in der Unterabteilung „Mit großen (± mittelgroßen) Kationen; Lagen kantenverknüpfter Oktaeder“ zu finden wäre, wo es zusammen mit allen Vertretern der Pyrochlor-, Mikrolith-, Betafit-, Roméit- und Elsmoreitgruppen die Pyrochlor-Übergruppe mit der System-Nr. 4.DH.15 bilden würde. Hydrokenopyrochlor wäre dabei zusammen mit Fluorcalciopyrochlor, Fluornatropyrochlor, Fluorkenopyrochlor, Fluorstrontiopyrochlor, Hydropyrochlor (ehemals Kalipyrochlor), Hydroxycalciopyrochlor, Kenoplumbopyrochlor, Oxycalciopyrochlor (ehemals Stibiobetafit), Oxynatropyrochlor, Oxyplumbopyrochlor und Oxyyttropyrochlor-(Y) in der Pyrochlorgruppe zu finden.
Auch die vorwiegend im englischen Sprachraum gebräuchliche Systematik der Minerale nach Dana kennt den Hydrokenopyrochlor noch nicht. Er würde in die Klasse der „Oxide und Hydroxide“, dort allerdings in die Abteilung der „Mehrfachen Oxide mit Nb, Ta und Ti“ eingeordnet werden. Hier wäre er zusammen mit Pyrochlor, Kalipyrochlor, Bariopyrochlor, Yttropyrochlor-(Y), Ceriopyrochlor-(Ce), Plumbopyrochlor, Uranpyrochlor, Strontiopyrochlor und Bismutopyrochlor (alle seit 2010 diskreditiert, vgl. unter Systematik der Minerale nach Strunz, 8. Auflage) in der „Pyrochlor-Untergruppe; Nb>Ta;(Nb+Ta)>2(Ti)“ mit der System-Nr. 08.02.01 innerhalb der Unterabteilung der „Mehrfache Oxiden mit Nb, Ta und Ti mit der Formel A2(B2O6)(O,OH,F)“ zu finden.

## Chemismus
Zwölf Mikrosondenanalysen an Hydrokenopyrochlor-Körnern von der Typlokalität lieferten Mittelwerte von 8,14 % WO3; 14,33 % Sb2O5 (total) [bzw. 1,71 % Sb2O5 und 11,37 % Sb2O3]; 44,09 % Nb2O5; 13,97 % Ta2O5; 0,51 % SiO2; 0,21 % SnO2; 0,86 % CaO; 0,04 % MnO; 1,79 % Na2O; 14,47 % Cs2O und 2,23 % H2O (berechnet); Summe = 99,39 %. Auf der Basis von zwei Kationen auf der B-Position pro Formeleinheit wurde daraus die empirische Formel (◻1,32Sb3+0,35Na0,26Ca0,07)Σ=2,00(Nb1,47Ta0,28W0,16Sb5+0,05Si0,04)Σ=2,00O6[(H2O)0,55Cs0,45] berechnet, die zu ◻2Nb2O4(OH)2(H2O) vereinfacht wurde. Diese vereinfachte Formel erfordert Gehalte von 88,06 % Nb2O5 und 11,94 % H2O.
Da im untersuchten Material keine OH-Gruppen nachgewiesen wurden, sollte die Idealformel für Hydrokenopyrochlor als (◻,#)2Nb2O6·H2O geschrieben werden, wobei „#“ einen unspezifizierten, für den Ladungsausgleich notwendigen Substituenten bezeichnet.
Das neben Hydrokenopyrochlor einzige Mineral mit der Elementkombination Nb – O – H ist Hydroxykenopyrochlor, (□,Ce,Ba)2(Nb,Ti)2O6(OH,F). Chemisch ähnlich sind die „Zero-valent-dominanten Vertreter der Pyrochlorgruppe“ mit der allgemeinen Formel A2Nb2(O,OH)6Z sowie „UM1967-06-O:HNb“, Nb2O5·5H2O, – ein fragliches Alterationsprodukt von Fergusonit in Quarz-Fluorit-Pegmatiten in der Hungersteppe (Betpak-Dala), Karazhal, Provinz Qaraghandy, Kasachstan.
Innerhalb der Pyrochlor-Obergruppe sind theoretisch durch die vier verschiedenen zu besetzenden Positionen eine Vielzahl von Substitutionsmöglichkeiten vorhanden. Hydrokenopyrochlor ist das H2O-dominante Analogon zum OH-dominierten Hydroxykenopyrochlor und zum Cs-dominierten Cesiokenopyrochlor sowie das Vakanz-dominante Analogon zum H2O-dominierten Hydropyrochlor. Untergruppen-übergreifend ist Hydrokenopyrochlor das Nb-dominante Analogon zum Ta-dominierten Hydroxykenomikrolith und zum W6+-dominierten Hydroxykenoelsmoreit.
Die Typstufe des Hydrokenopyrochlors ist chemisch ein intermediärer Vertreter der Mischkristallreihe zwischen dem idealen Hydrokenopyrochlor, ◻2Nb2O4(OH)2(H2O), und dem idealen Cesiokenopyrochlor, ◻2Nb2(O,OH)6Cs1−x
(x ≈ 0,20).

## Kristallstruktur
Hydrokenopyrochlor kristallisiert im kubischen Kristallsystem in der Raumgruppe Fd3m (Raumgruppen-Nr. 227) mit dem Gitterparameter a = 10,4887 Å sowie acht Formeleinheiten pro Elementarzelle.
Die Kristallstruktur des Hydrokenopyrochlors kann als dreidimensionales oktaedrisches Gerüst aus eckenverknüpften BO6-Oktaedern beschrieben werden, wobei in den Zwischenräumen dieses Gerüsts die A-Kationen sowie die H2O-Gruppen sitzen. Auf der B-Position (16c) sitzen neben Nb auch Ta sowie etwas W, Sb5+ und Si4+. Die Sauerstoffatome sind dreifach koordiniert, wenn A/A’ vakant und Y durch Cs besetzt ist bzw. vierfach koordiniert, wenn A/A’ durch Na, Ca, und/oder Sb sowie Y durch H2O besetzt ist.
Die achtfach koordinierte A-Position (16d) ist hauptsächlich leer (Vakanzen-dominiert) und daneben mit kleinen Gehalten an Na und Ca besetzt. Wenn A mit diesen Metallen aufgefüllt ist, wird die Y-Position (8b) von einer H2O-Gruppe besetzt. Die abgeteilte A′-Position (96g) ist ebenfalls hauptsächlich leer, wird aber von geringen Mengen an Sb3+ besetzt. In diesem Fall ist an die Besetzung von A′ durch Sb3+ die Besetzung von Y durch H2O gekoppelt, was zu einer Vierfachkoordination von A′ führt. Die Y-Position kann aber auch durch Cs besetzt werden.
Hydrokenopyrochlor ist isotyp (isostrukturell) zu allen anderen in der Raumgruppe Fd3m (Raumgruppen-Nr. 227) kristallisierenden Vertretern der Pyrochlor-Obergruppe.

## Eigenschaften

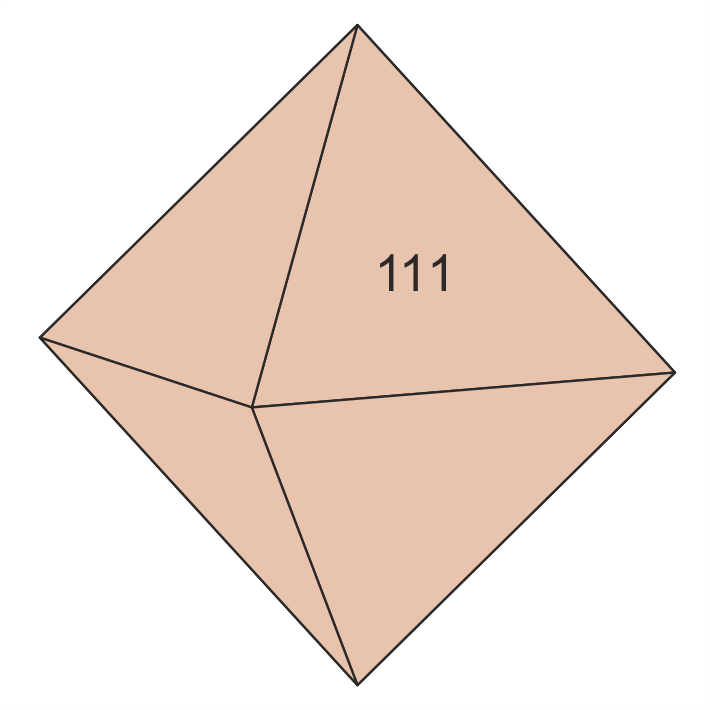
Zeichnung eines oktaedrischen Hydrokenopyrochlor-Kristalls

### Morphologie
Hydrokenopyrochlor bildet an seiner Typlokalität subidiomorphe, oktaedrische Kristalle von maximal 1 mm Größe (vergleiche dazu die nebenstehende Kristallzeichnung). Sie sind charakteristischerweise stark porös, gelegentlich reliktisch und immer eng mit den Begleitmineralen verwachsen.

### Physikalische und chemische Eigenschaften
Die Kristalle des Hydrokenopyrochlors sind lohfarben (hellbraun) bis beige gefärbt, während ihre Strichfarbe immer weiß ist. Die Oberflächen des wahrscheinlich durchscheinenden bis durchsichtigen Hydrokenopyrochlors zeigen einen harzartigen Glanz, was sehr gut mit dem sehr hohen Wert für die Lichtbrechung (n = 2,074) übereinstimmt. Hydrokenopyrochlor ist optisch isotrop.
Die Spaltbarkeit und Teilbarkeit konnte aufgrund der porösen Natur des Minerals ebenso wenig ermittelt werden wie die Mohshärte. Hydrokenopyrochlor weist eine wahrscheinlich ähnliche Sprödigkeit wie die anderen Vertreter der Pyrochlor-Obergruppe auf und bricht deshalb ähnlich wie Amblygonit, wobei die Bruchflächen unregelmäßig ausgebildet sind. Die berechnete Dichte für Hydrokenopyrochlor beträgt 5,08 g/cm³. Angaben zu einer eventuellen Fluoreszenz und zur Kathodolumineszenz unter dem Elektronenstrahl fehlen für das Mineral ebenso wie eine Charakteristik seines chemischen Verhaltens.

## Bildung und Fundorte
Die Typlokalität für Hydrokenopyrochlor ist der auf einer Seehöhe von 1300 m am Berg Ibity liegende, komplexe Lithium-Cäsium-Tantal-Pegmatit „Antandrokomby“ im südlichen Teil des Pegmatitfelds Sahatany, Manandona-Tal, Region Vakinankaratra in der ehemaligen Provinz  Antananarivo auf Madagaskar. Wie alle der wichtigen Pegmatite dieser Region stellt der „Antandrokomby“-Pegmatit eine Intrusion in dolomitische Marmore dar. Der Pegmatit ist durch eine Anreicherung von Bor gekennzeichnet und gehört zum „Danburit-Subtyp“ der LCT-Pegmatite. Deren Cs- und Rb-Gehalte korrelieren mit der geochemischen Evolution der Pegmatite und sind in den genetisch am weitesten entwickelten Bereichen, wie dem „Antandrokomby“-Pegmatit, am höchsten. Der „Antandrokomby“-Pegmatit ist ein mit 1,2 m Mächtigkeit nur dünner, steil einfallender Gang. Die hohen Cäsium-Gehalte des Hydrokenopyrochlors sind offensichtlich indikativ für die zentralen miarolithischen und am weitesten entwickelten Bereiche des Pegmatitganges innerhalb des Sahatany-Pegmatitfeldes.
Die genaue Fundstelle des Hydrokenopyrochlors im Pegmatit von Antandrokomby ist unbekannt, jedoch lässt sich seine hydratisierte und Cs-reiche Zusammensetzung durch einen der beiden im Anschluss beschriebenen Prozesse erklären:
- primäre Kristallisation in den zentralen, miarolithischen und geochemisch am weitesten entwickelten Bereichen der pegmatitischen Gänge, in denen reiche Vorkommen von rotem Turmalin und Cs-haltigen Mineralen wie Pollucit, Londonit und Cs-reichem Beryll lokalisiert sind
- sekundäre Alteration eines Na-reichen Pyrochlors bei hoher Cs+-Aktivität, die auf die hydrothermale oder supergene Alteration einer Cs-haltigen Mineralvergesellschaftung zurückzuführen ist.

Die texturellen Merkmale deuten eher auf den zweiten Mechanismus, wobei die Interaktion zwischen hypogenem Pyrochlor und Cs-reichen Fluiden zur Auslaugung der A-Kationen führte.
Typische Begleitminerale des Hydrokenopyrochlors an seiner Typlokalität sind Quarz, Orthoklas, Minerale der Glimmergruppe, Hübnerit, ein noch unbestimmtes Heftetjernit-artiges Mineral und ein roter Turmalin, wobei die Turmaline von Antandrokomby in ihrer Zusammensetzung von Elbait bis Schörl variieren.
Als extrem seltene Mineralbildung konnte der Hydrokenopyrochlor bisher (Stand 2018) neben seiner Typlokalität weltweit nur noch von einem weiteren Fundort beschrieben werden.
Dabei handelt es sich um einen Nb-Ta-reichen Granitpegmatitgang im „Malá Vlčia Dolina“ im Bergbaubezirk von Dobšiná, Okres Rožňava, Košický kraj, Slowakei
Fundstellen für Hydrokenopyrochlor in Deutschland, Österreich und der Schweiz sind damit unbekannt.

## Verwendung
Hydrokenopyrochlor ist aufgrund seiner Nb2O5-Gehalte von 39,28 bis 47,02 Gew.-% ein reiches Niob-Erz. Aufgrund seiner Seltenheit ist das Mineral allerdings ohne jede praktische Bedeutung und nur für Mineralsammler interessant.